# Calaveras de Abajo
Calaveras de Abajo es una localidad española que forma parte del municipio de Almanza, en la provincia de León, comunidad autónoma de Castilla y León.
Tiene su origen en el monasterio de Santa Eugenia, aparece reflejado en la donación por parte del rey Alfonso III en el año 905 del monasterio de Santa Eugenia de Calaveras al monasterio de Sahagún.
Confina al norte con Calaveras de Arriba, al este con la provincia de Palencia, al sur con Canalejas y al oeste con Cabrera de Almanza.
El terreno es fertilizado por las aguas de un arroyos (Rebedul)  que baja del monte Riocamba y se une al río Cea; arroyo tapiales y arroyo valcuende. Produce trigo, centeno, lino, cáñamo y algunas legumbres. Cría toda clase de ganado. 
Perteneció a la antigua Jurisdicción de Almanza.
Su fiesta es el 26 de junio, San Pelayo.